# Devynne Charlton
Devynne Charlton (ur. 26 listopada 1995 w Nassau) – bahamska lekkoatletka specjalizująca się w biegach sprinterskich i płotkarskich.
Wielokrotna medalistka CARIFTA Games. W 2010 zdobyła srebro mistrzostw Ameryki Środkowej i Karaibów juniorów w sztafecie 4 × 100 metrów. Bez powodzenia startowała w 2011 na mistrzostwach świata juniorów młodszych w Lille Metropole. Złota i brązowa medalistka mistrzostw panamerykańskich juniorów z 2011. W 2012 trzykrotnie stawała na podium mistrzostw Ameryki Środkowej i Karaibów juniorów oraz odpadła w eliminacjach biegu na 100 metrów przez płotki podczas juniorskiego czempionatu w Barcelonie. Złota i brązowa medalistka mistrzostw Ameryki Środkowej i Karaibów juniorów (2014).
Zajęła 6. miejsce w finale biegu na 100 metrów przez płotki na igrzyskach olimpijskich w 2020 w Tokio. Halowa wicemistrzyni świata w biegu na 60 metrów przez płotki na halowych mistrzostwach świata w 2022 w Belgradzie. Srebrna medalistka w biegu na 100 metrów przez płotki na igrzyskach Wspólnoty Narodów w Birmingham. W 2024 została halową mistrzynią świata, bijąc przy tym własny rekord globu, natomiast w 2025 obroniła tytuł.
Złota medalistka mistrzostw Bahamów. Stawała na podium mistrzostw NCAA.

## Osiągnięcia
| Rok  | Impreza                                     | Miejsce         | Konkurencja                     | Lokata     | Wynik   |
| ---- | ------------------------------------------- | --------------- | ------------------------------- | ---------- | ------- |
| 2010 | Mistrzostwa Ameryki Śr. i Karaibów juniorów | Santo Domingo   | sztafeta 4 × 100 metrów         | 2. miejsce | 46,64   |
| 2011 | Mistrzostwa świata juniorów młodszych       | Lille Metropole | bieg na 100 metrów              | półfinał   | 12,33   |
| 2011 | Mistrzostwa świata juniorów młodszych       | Lille Metropole | sztafeta szwedzka               | eliminacje | 2:11,10 |
| 2011 | Mistrzostwa panamerykańskie juniorów        | Miramar         | sztafeta 4 × 100 metrów         | 1. miejsce | 45,09   |
| 2011 | Mistrzostwa panamerykańskie juniorów        | Miramar         | sztafeta 4 × 400 metrów         | 3. miejsce | 3:42,61 |
| 2012 | Mistrzostwa Ameryki Śr. i Karaibów juniorów | San Salvador    | bieg na 100 metrów              | 3. miejsce | 11,97   |
| 2012 | Mistrzostwa Ameryki Śr. i Karaibów juniorów | San Salvador    | bieg na 100 metrów przez płotki | 3. miejsce | 13,77   |
| 2012 | Mistrzostwa Ameryki Śr. i Karaibów juniorów | San Salvador    | sztafeta 4 × 100 metrów         | 2. miejsce | 45,72   |
| 2012 | Mistrzostwa świata juniorów                 | Barcelona       | bieg na 100 metrów przez płotki | eliminacje | 14,20   |
| 2014 | Mistrzostwa Ameryki Śr. i Karaibów juniorów | Morelia         | bieg na 100 metrów przez płotki | 1. miejsce | 13,56   |
| 2014 | Mistrzostwa Ameryki Śr. i Karaibów juniorów | Morelia         | sztafeta 4 × 100 metrów         | 3. miejsce | 45,73   |
| 2014 | Mistrzostwa świata juniorów                 | Eugene          | bieg na 100 metrów przez płotki | półfinał   | 13,36w  |
| 2015 | Igrzyska panamerykańskie                    | Toronto         | bieg na 100 metrów przez płotki | eliminacje | 13,22w  |
| 2015 | Igrzyska panamerykańskie                    | Toronto         | sztafeta 4 × 100 metrów         | 7. miejsce | 44,38   |
| 2015 | Mistrzostwa NACAC                           | San José        | bieg na 100 metrów przez płotki | 6. miejsce | 13,01w  |
| 2015 | Mistrzostwa NACAC                           | San José        | sztafeta 4 × 100 metrów         | 4. miejsce | 44,28   |
| 2015 | Mistrzostwa świata                          | Pekin           | bieg na 100 metrów przez płotki | eliminacje | 13,16   |
| 2017 | Mistrzostwa świata                          | Londyn          | bieg na 100 metrów przez płotki | półfinał   | 12,95   |
| 2017 | Mistrzostwa świata                          | Londyn          | sztafeta 4 × 100 metrów         | eliminacje | DNF     |
| 2018 | Halowe mistrzostwa świata                   | Birmingham      | bieg na 60 metrów przez płotki  | 8. miejsce | 8,18    |
| 2018 | Mistrzostwa NACAC                           | Toronto         | bieg na 100 metrów przez płotki | 5. miejsce | 13,01   |
| 2019 | Igrzyska panamerykańskie                    | Lima            | bieg na 100 metrów przez płotki | eliminacje | 13,49   |
| 2019 | Igrzyska panamerykańskie                    | Lima            | sztafeta 4 × 100 metrów         | –          | DNF     |
| 2021 | Igrzyska olimpijskie                        | Tokio           | bieg na 100 metrów przez płotki | 6. miejsce | 12,74   |
| 2022 | Halowe mistrzostwa świata                   | Belgrad         | bieg na 60 metrów przez płotki  | 2. miejsce | 7,81    |
| 2022 | Mistrzostwa świata                          | Eugene          | bieg na 100 metrów przez płotki | 7. miejsce | 12,74w  |
| 2022 | Igrzyska Wspólnoty Narodów                  | Birmingham      | bieg na 100 metrów przez płotki | 2. miejsce | 12,58   |
| 2022 | Mistrzostwa NACAC                           | Freeport        | bieg na 100 metrów przez płotki | 3. miejsce | 12,71   |
| 2022 | Mistrzostwa NACAC                           | Freeport        | sztafeta 4 × 100 metrów         | 2. miejsce | 43,34   |
| 2023 | Mistrzostwa świata                          | Budapeszt       | bieg na 100 metrów przez płotki | 4. miejsce | 12,52   |
| 2024 | Halowe mistrzostwa świata                   | Glasgow         | bieg na 60 metrów przez płotki  | 1. miejsce | 7,65    |
| 2024 | World Athletics Relays                      | Nassau          | sztafeta 4 × 100 metrów         | repasaże   | 43,32   |
| 2024 | Igrzyska olimpijskie                        | Paryż           | bieg na 100 metrów przez płotki | 6. miejsce | 12,56   |
| 2025 | Halowe mistrzostwa świata                   | Nankin          | bieg na 60 metrów przez płotki  | 1. miejsce | 7,72    |

## Rekordy życiowe
- bieg na 60 metrów (hala) – 7,26 (2017)
- bieg na 100 metrów – 11,22 (2018)
- bieg na 200 metrów – 23,61 (2018) / 23,05w (2017)
- bieg na 60 metrów przez płotki (hala) – 7,65 (2024) rekord świata
- bieg na 100 metrów przez płotki – 12,44 (2023) rekord Bahamów